# Мари Луиз Мејер
Мари Луиз Феброние Мејер (енгл. Marie-Louise Meilleur; Камоураска, 29. август 1880 – Источни Ферис, 16. април 1998) била је канадска суперстогодишњакиња која је према гинисовој књизи рекорда носила титулу најстарије живе особе на свету у периоду од 4. августа 1997. до 16. априла 1998. године, а од 20. марта 1993. године, држи рекорд као најстарија особа која је икада живела у Канади.

## Биографија
Мари Луиз Мејер рођена је у Камоураски, Квебек Канада, 29. августа 1880. године. Са 20 година удала се за Етјена Леклерка (1872—1911), са којом је имала четворо деце: Мери Луис (1901—1940), Герарда (1906—1986), Габријелу (1908—2004), и Мориса (1910—1973). Етјен је преминуо 1911. године.
1913. године удала се за Хектора Мејера (1879—1972) са којим је имала шесторо деце Ернеста (1916—2005), Полин (1918—1980), Оливу (1920—2010), Кристи (1922—1987), Алфреда (1924—1986), и Риту (1925—2011). Након мужеве смрти прво је живела са ћерком а онда се преселила у старачки дом. Имала је 85 унучади, 80 праунука, 57 пра-пра-унучади, и четири пра-пра-пра-унучади.
20. марта 1993. године, након смрти 113-годишње Лилијан Рос, постала је најстарија жива особа у Канади, а 26. марта 1994. године, надмашила је њену старост од 113 година и 208 дана, поставши најстарија особа која је икада живела у Канади.
4. августа 1997. године, након смрти 122-годишње Жане Калман из Француске, постала је најстарија жива особа на свету.
Мари Луиз Мејер преминула је у Источном Ферису, Онтарио, Канада, 16. априла 1998. године, у доби од 117 година и 230 дана. Након њене смрти, само 26 дана млађа Сара Кнаус из Пенсилваније, преузела је титулу најстарије живе особе на свету.